# Stachelige Streuschnecke
Die Stachelige Streuschnecke (Acanthinula aculeata), auch einfach nur Stachelschnecke ist eine landlebende Schneckenart aus der Familie der Grasschnecken (Valloniidae); die Familie gehört zur Unterordnung der Landlungenschnecken (Stylommatophora).

## Merkmale
Das Gehäuse ist kugelig mit niedrig-kegeligem Gewinde. Es misst etwa 2 × 2 mm und hat vier Umgänge. Die Windungen nehmen regelmäßig zu und sind an der Peripherie mäßig gut gerundet. Die Nähte sind vergleichsweise seicht und die letzte Windung fällt zur Mündung hin nicht aus der Windungsachse ab. Die Basis ist leicht abgeflacht, und der Nabel ist offen und zylinderförmig. Das Embryonalgehäuse hat auf der Oberfläche deutliche Spirallinien. Der Teleoconch besitzt lamellenartige, scharfe, etwas schräg zur Windungsachse stehende Rippchen aus Periostrakum, die auf der Peripherie zu dreieckigen, flexiblen Fortsätzen (oder „Dornen“) ausgezogen sind. Außerdem sind gelegentlich undeutliche Spirallinien vorhanden. Die Rippchen und Fortsätze sind daher nur an frischen Exemplaren zu sehen. Bei verwitterten Exemplaren fehlen sie; die Rippenansätze sind jedoch noch zu sehen. Oft ist die Oberfläche zusätzlich zur Tarnung auch noch mit Kotpillen beklebt. Die Mündung ist rundlich bis eiförmig, meist breiter als hoch und steht schief zur Gehäuseachse. Der Mündungsrand ist nur im Spindelbereich und an der Basis umgeschlagen, zunächst stark (an der Spindel) dann zur Basis hin meist auslaufend. Der restliche Mündungsrand ist nur sehr wenig umgeschlagen und auch innen nur wenig lippig verdickt. Das Gehäuse ist hornfarben bis dunkelbraun.
Der Weichkörper ist am Rücken, Kopf und Tentakeln grau. Fuß und Sohle sind dagegen weißlich. Die Radula hat 29 Elemente pro Querreihe, neben einem Mittelzahn jeweils seitlich anschließend 14 Elemente. Insgesamt sind 87 Querreihen vorhanden.
Die meisten Exemplare (9 von 20 anatomisch untersuchten Exemplaren) sind aphallisch, d. h. die männlichen Ausführgänge im zwittrigen Geschlechtsapparat sind reduziert. Es kommen jedoch auch noch euphallische Exemplare vor, bei denen der männliche Trakt erhalten ist. Die Eiweißdrüse (Albumindrüse) ist recht groß, auch der Eisamenleiter (Spermovidukt) ist sehr lang und aufgebläht. Der Samenleiter (Vas deferens) ist ungewöhnlich kurz, verläuft gerade und mündet rasch in einen kurzen, spindelförmigen Epiphallus. Am Übergang Epiphallus/Penis sind zwei kurze, dicke, gabelförmig angeordnete Blindfortsätze ausgebildet. Der Penis ist zylindrisch und vergleichsweise lang. Etwa im letzten Viertel des Penis ist ein weiterer, sehr langer, keulenförmig endender Appendix mit einem dicken, unteren Teil und einem langen dünnen Stiel vorhanden. Der Retraktormuskel gabelt sich vor der Inserierung an den Penisapparat (i. w. S.). Der eine Ast setzt an einem der beiden Fortsätze am Übergang Epiphallus/Penis an, der zweite Strang an den unteren, sehr dicken Teil des langen Penisappendix. Der freie Eileiter ist nur sehr kurz, da die Spermathek schon kurz nach dem Abzweig des Samenleiters ansetzt. Die Vagina ist mäßig lang und dick. Der Stiel der Spermathek ist dünn und mäßig lang, die Blase klein und länglich-eiförmig. Die Blase wird vom unteren Ende der Albumindrüse und der Leber überlappt.

### Ähnliche Arten
Die Art ist in Deutschland unverwechselbar. Das nahe verwandte Bienenkörbchen (Spermodea lamellata) ist deutlich abgeflachter, hat weniger scharfe, aber dichter stehende Rippen ohne die Fortsätze („Dornen“).

## Geographische Verbreitung und Lebensraum
Die Art ist in ganz Europa bis nach Mittelrussland verbreitet. Im Norden reicht das Verbreitungsgebiet bis nach Nordskandinavien, im Süden bis Nordafrika.
Die Stachelige Streuschnecke lebt in mäßig feuchten Laubwäldern, in Gebüschen und Heckenreihen unter Laubstreu, Altholz in beschatten Habitaten, oft auf kalkigem Untergrund, seltener auch in offenen Habitaten oder am Fuß von Kalkfelsen unter Steinen. In Liechtenstein wurde sie bis in 1900 m über Meereshöhe gefunden. Sie ist allerdings über 1200 m ziemlich selten.

## Lebensweise
Durch den hohen Prozentsatz an aphallischen Exemplaren sind Kopulationen eher selten und die Tiere vermehren sich überwiegend durch Selbstbefruchtung.

## Taxonomie
Jungbluth und von Knorre (2008) empfehlen die Verwendung des deutschen Trivialnamens Stachelschnecke für diese Art. Dieser Name ist sehr unglücklich gewählt, da es auch eine im Meer lebende Familie Stachelschnecken (Muricidae) gibt. Daher wird hier diesem Vorschlag nicht gefolgt und der in der deutschsprachigen Literatur ebenfalls weit verbreitete Trivialname Stachelige Streuschnecke benutzt.
Das Taxon wurde 1774 von Otto Friedrich Müller als Helix aculeata in die wissenschaftliche Literatur eingeführt. Helix aculeata ist die Typusart der Gattung Acanthinula Beck, 1847.

## Gefährdung
Die Art ist in Deutschland nicht gefährdet. Allerdings sind die Bestände in England leicht abnehmend, ebenso in Bayern. Auch in Österreich ist die Art potenziell gefährdet, vor allem durch die Zerstörung von Lebensräumen durch Forstbewirtschaftung.

## Belege

### Online
- AnimalBase: Acanthinula (O. F. Müller, 1774)